# Селькямар'янсаарі
Селькямар'янса́рі (рос. Селькямарьянсари, фін. Selkämarjasaari) — невеликий острів у Ладозькому озері. Належить до групи Західних Ладозьких шхер. Територіально належить до Лахденпохського району Карелії, Росія.
Довжина 1 км, ширина 0,4 км.
Острів витягнутий з північного заходу на південний схід, розташований за 2,5 км на схід від острова Кільпола. Рівнинний, висотою 10 м, повністю вкритий лісом.